# НАТ
Пресликавање мрежне адресе (енгл. Network address translation; NAT) је поступак у којем рутер замењује стварну адресу клијента (рачунара) у пакету мрежног саобраћаја својом адресом.
Употребљавају се изрази транслација адресе, превођење адресе или маскирање адресе.
У енглеском језику се употребљава израз Network address translation или скраћеница NAT.
Последица те скраћенице је да је у говор ушао и израз натовање адреса.

## Начин рада
До популарности превођења адреса довео је проблем исцрпљивања ИП адреса.
Превођење адреса је постало стандардна опција у свим рутерима.
То се поготову односи на мале рутере који се употребљавају у кућним или канцеларијским мрежама, где би увођење додатних јавних ИП адреса представљало велики трошак.
Стандардна пракса је да се рачунарима у локалној мрежи доделе приватне ИП адресе.
Рутер који је повезан на мрежу интернет провајдера има једну адресу из истог приватног опсега, али и једну јавну ИП адресу коју је добио од провајдера.
Сви уређаји који из те мреже излазе на интернет, захваљујући превођењу адреса које ради рутер се на интернету виде као да имају ту јавну адресу рутера.
За ИП адресе рачунара чија се адреса преводи често се употребљавају појмови унутрашња (или интерна) и спољашња (екстерна) ИП адреса.
Интерна ИП адреса је она коју има мрежни адаптер самог рачунара, а спољашња она коју виде рачунари који су на Интернету.
Та спољашња адреса је у ствари адреса рутера.
Корисник рачунара може упоредити своју интерну и спољашњу адресу и проверити да ли се његова адреса преводи. 

### Последице
Захваљујући томе што се њихова адреса не види на Интернету, рачунари чија се адреса преводи, не могу остваривати све типове веза на Интернету.
Прецизније, сервиси који захтевају да рачунар или сервер који се налази изван мреже иницира остваривање конекције, неће радити без додатног подешавања рутера (види превођење портова даље у тексту).
Поједини интернет провајдери својим клијентима дају само адресе из локалног опсега (нпр. 10.x.x.x), па се њихова адреса преводи преко провајдеровог рутера да би могли да приступе интернету.
Постоји став да у таквим ситуацијама провајдер не обезбеђује пун приступ Интернету из горенаведених разлога.

### Безбедност
Још једна од последица превођења адреса јесте повећана безбедност и приватност рачунара из локалне мреже.
Свака нежељена активност која се иницира изван мреже је овиме спречена.
То се односи на пример на активности интернет црва, који се не могу проширити на рачунаре којима је ИП адреса маскирана.
Зато се и каже да је превођење адреса једна од функција заштитног зида (енгл. firewall).
Превођење адреса је један од разлога зашто се успорило са увођењем ИПв6 протокола за адресирање на Интернету.
У већини мрежа реално и не постоји потреба да сви рачунари буду доступни споља.
Потребе тих неколико рачунара лако се подешавају на рутеру.
Зато се и већина администратора мрежа одлучује да подеси да рачунари имају приватне адресе, а да им се код приступа Интернету адреса натује.

## Превођење портова
Осим функције превођења адреса, рутери могу да обављају и функцију превођења портова (енгл. Network Address Port Translation).
То је поступак када се дозвољава приступ одређеним рачунарима у мрежи, али тако што се саобраћај омогућава само по одређеним портовима.
Тако је на пример могуће да се приступи неком веб-серверу преко стандардног порта 80, иако на његовој мрежи само рутер има јавну адресу.
Тај рутер ће сав саобраћај који дође до њега, а намењен је за порт 80 преусмерити том веб-серверу.
Могуће је одредити да је неки рачунар из мреже задужен за пријем свих спољашњих конекција. 
За такав рачунар се употребљава енглески израз DMZ host.